# 皮爾斯 (密西西比州)
皮爾斯（英語：Pearce）是位於美國密西西比州亞祖縣的鬼鎮。

## 歷史
皮爾斯的郵局於1889年設立，其後於1907年停運。當地於1906年時共有人口30人。

## 地理
皮爾斯所處的海拔為高於海平面91米（即299英呎），而該地所採用的時區為UTC-6，即北美中部時區（CST）。同時該地設有夏令時間，為UTC-6調快一小時，即UTC-5（CDT）。